# Kalimantan Tengah
Kalimantan Tengah är en provins på södra Borneo i Indonesien. Folkmängden uppgick år 2010 till cirka 2,2 miljoner invånare, och den administrativa huvudorten är Palangkaraya. Provinsens yta uppgår till 153 564 km²

## Administrativ indelning
Provinsen är indelad i 13 distrikt och en stad.
Distrikt (Kabupaten):
- Barito Selatan, Barito Timur, Barito Utara, Gunung Mas, Kapuas, Katingan, Kotawaringin Barat, Kotawaringin Timur, Lamandau, Murung Raya, Pulang Pisau, Seruyan, Sukamara

Stad (Kota)
- Palangkaraya